# Stade Grimonprez-Jooris
Das Stade Grimonprez-Jooris war ein Fußballstadion in der nordfranzösischen Stadt Lille. Der OSC Lille spielte in dem Stadion von der Eröffnung bis zur Schließung im Jahr 2004. Benannt ist es nach dem französischen Hockeyspieler Félix Grimonprez (1910–1940) und dem Sportfunktionär Henri Jooris. Der Verein wollte den alten Namen beibehalten; der damalige Bürgermeister wollte Grimonprez. Man einigte sich dann auf den Kompromiss des Doppelnamens.

## Geschichte
Nachdem das alte Stade Henri-Jooris – Spielort der Fußball-Weltmeisterschaft 1938 – abgerissen war; baute man 1974 nur wenige Meter vom alten Standort das neue Stadion. Damals bot es 25.000 Plätze. Am 28. Oktober 1975 wurde die Arena mit dem Spiel OSC Lille gegen Feyenoord Rotterdam (1:1) eröffnet. Beim ersten Liga-Spiel wenige Tage später am 3. November trafen der OSC und der AS Nancy (1:2) aufeinander. 
Das Stadion hat drei überdachte Tribünen; der vierte Zuschauerrang wurde nicht mehr überdacht. Durch die Änderung der Sicherheitsbestimmungen sank das Fassungsvermögen auf 17.000 Plätze. Besonders die Umwandlung von Steh- in Sitzplätze war dafür verantwortlich. Bei der Renovierung 2000 setzte man auf die unüberdachte Tribüne einen Zuschauerrang auf und steigerte die Kapazität auf die bis heute gültige Zahl von 21.128 Sitzplätze.
Der OSC Lille nahm 2001 als Dritter der ersten Liga an der Qualifikation zur UEFA Champions League 2001/02 teil. Da das Stadion aber nicht den Bestimmungen der UEFA entsprach musste der Verein für die Europacup-Spiele in das Stade Félix-Bollaert nach Lens und in das etwa 200 km entfernte Stade de France umziehen. Nach der Schließung 2004 spielte der OSC Lille seine Ligaheimspiele übergangsweise im Stadium Nord Lille Métropole in Villeneuve-d’Ascq, bis im August 2012 das Stade Pierre-Mauroy (anfangs: Grand Stade Lille Métropole) in Villeneuve-d’Ascq eröffnet wurde und der Verein dahin umzog.

## Neubau
Da das Stadion nicht mehr auf dem neuesten Stand war; beschloss man eine neue Arena zu bauen. Der Bürgermeister war für einen Umbau des alten Stadions. Die Vereinsbesitzer planten außerhalb der Stadt einen Neubau mit 60.000 Zuschauerplätzen. Dieses Vorhaben wurde aber nicht umgesetzt. Im Juni 2003 einigten sich die Beteiligten auf einen Neubau von Architekt Albert Konstantin mit 33.003 Plätzen anstelle des alten Stadions. Ende 2004 sollte die Spielstätte mit dem Namen Stade Grimonprez-Jooris II fertiggestellt sein.

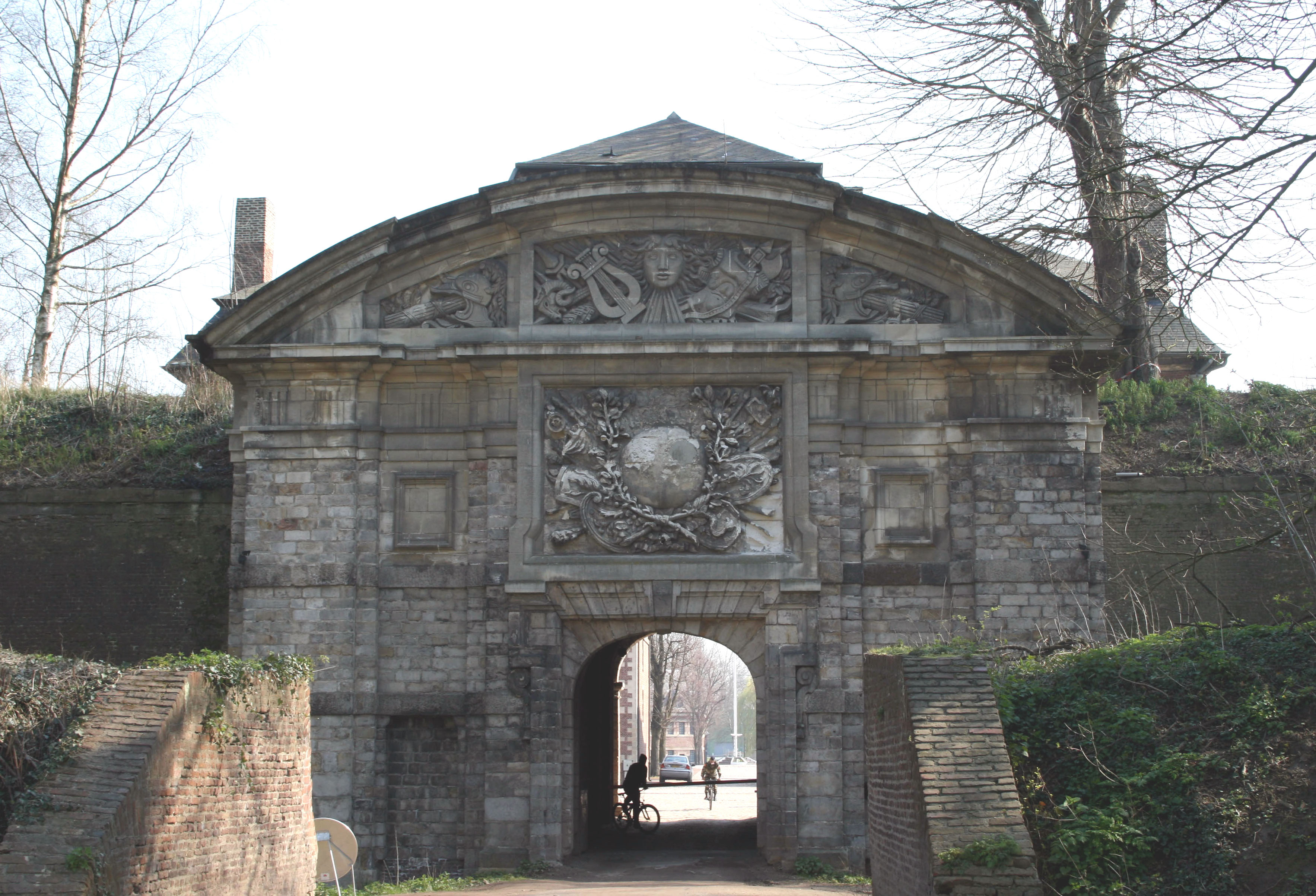
Das Tor von Dauphine an der Zitadelle von Lille

Die Bauarbeiten sollten nun Anfang 2005 beginnen. Aber Denkmalschützer wollten dieses Vorhaben verhindern, da die alte Zitadelle von Lille direkt an das Stadion grenzt. Zunächst wurde die Baugenehmigung ausgesetzt und am 28. Dezember 2005 bestätigte das höchste Verwaltungsgericht, der Conseil d’État, die Aufhebung der Baugenehmigungen.
Im Januar 2007 wurde, nach Streitigkeiten um die Übernahme der Kosten, der Abriss der Sportstätte beschlossen, der im Jahr 2010 erfolgte. 
Im Dezember 2009 wurde die Baugenehmigung für ein neues Stadion an einem anderen Standort unterzeichnet. Am 26. März 2010 starteten die Bauarbeiten am neuen Grand Stade Lille Métropole/Stade Pierre-Mauroy in Villeneuve-d’Ascq, das dann am 17. August 2012 eröffnet wurde.